# Ladiville
Ladiville är en kommun i departementet Charente i regionen Nouvelle-Aquitaine i västra Frankrike. Kommunen ligger  i kantonen Barbezieux-Saint-Hilaire som ligger i arrondissementet Cognac. År 2022 hade Ladiville 129 invånare.

## Befolkningsutveckling
Antalet invånare i kommunen Ladiville
Referens:INSEE